# Rawalpindi
Rawalpindi (Urdu: راولپنڈی) is een stad in de provincie Punjab in het noorden van Pakistan. Ze fungeerde van 1958 tot 1960 als hoofdstad. Bij de volkstelling van 2023 was de stad met 3,4 miljoen inwoners de 4e stad van Pakistan. De gehele agglomeratie, inclusief de nabij gelegen hoofdstad Islamabad, heeft 5,6 miljoen inwoners. Het hoofdkwartier van het Pakistaans leger is hier gevestigd.
Duizenden jaren geleden stond de stad bekend als het boeddhistische centrum Taxila.

## Bekende personen
Geboren:
- Raghbir Lal (1929-2025), hockeyer
- Gulraiz Akhtar (1943-2021), hockeyer
- Veena Malik (1978), actrice en presentatrice

Twee Pakistaanse premiers vonden hun levenseinde in Rawalpindi: Ali Bhutto (ook president geweest) die er in 1979 werd opgehangen en zijn dochter Benazir Bhutto die er in 2007 bij een aanslag om het leven kwam.